# Gomphus minutus
Gomphus minutus är en trollsländeart som beskrevs av Jules Pièrre Rambur 1842. Gomphus minutus ingår i släktet Gomphus och familjen flodtrollsländor. Inga underarter finns listade i Catalogue of Life.

## Bildgalleri

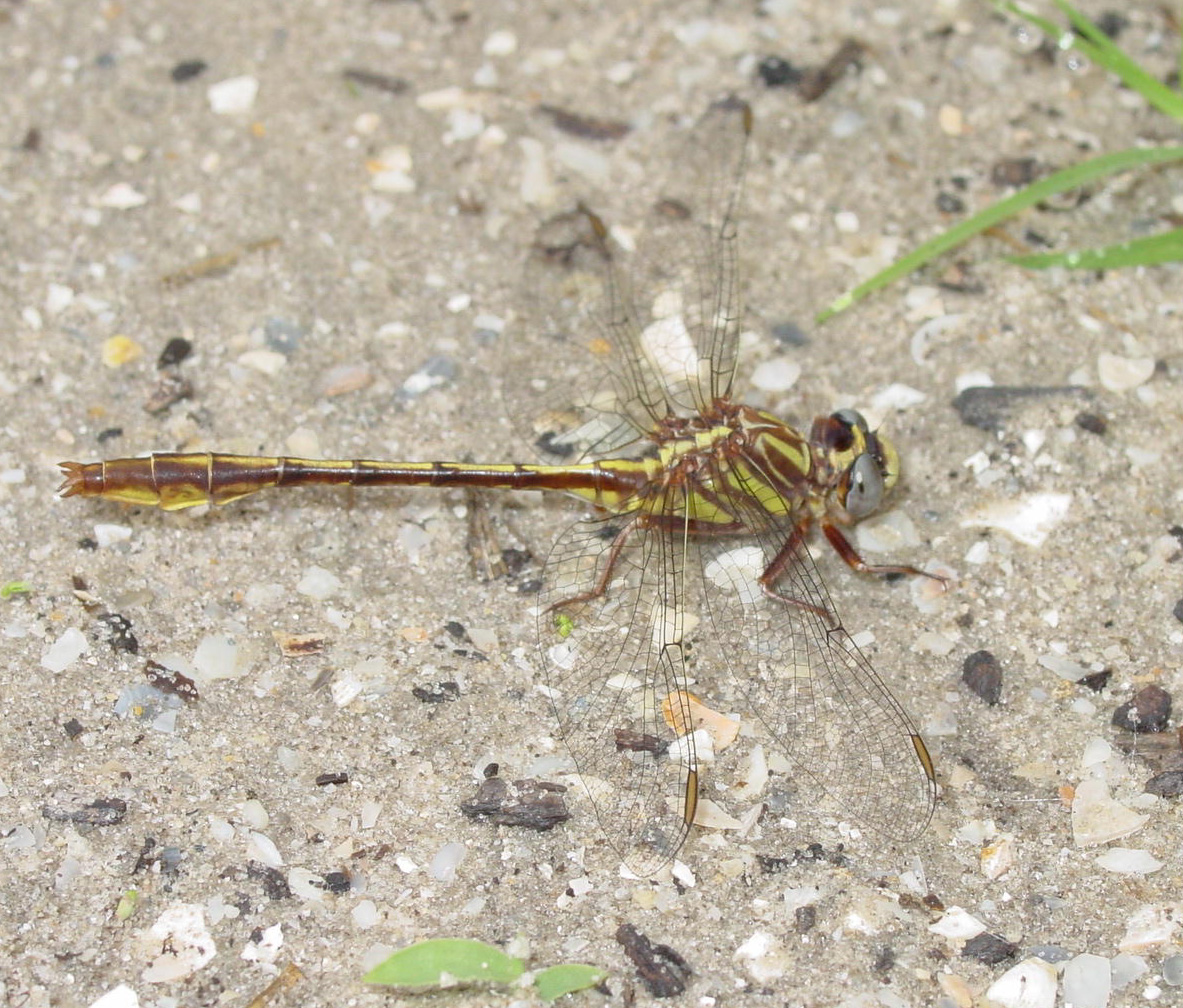